# Echeveria chihuahuaensis
Echeveria chihuahuaensis (лат.) — вид суккулентных растений рода Эхеверия, семейства Толстянковые. Родиной является Мексика (штат Чиуауа, от которого растение берет свой эпитет). Полукустарник, произрастает в основном в биоме пустыни или сухих кустарников.

## Описание

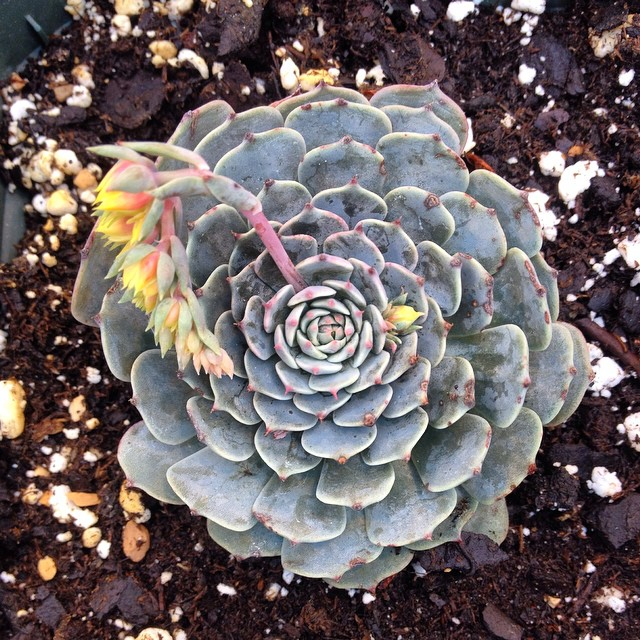
Соцветие

Это вечнозеленое суккулентное растение, напоминающее близкородственную Echeveria colorata. Его листья образуют плотную розетку диаметром 10 см. Листья в центре светло-голубые, с розовыми боками. Форма листа заостренная. Соцветия представляют собой кисти с маленькими желтыми цветками. Стебли обычно имеют высоту 25 см. Как и многие другие суккуленты, которые растут на ярком солнце, E. chihuahuaensis имеет восковой налет на листьях, называемый фариной, который помогает защитить растение от солнца. Стирание фарины, часто приводит к более темному цвету листа, и не влияет никак на рост или здоровье растения.

## Таксономия
Echeveria chihuahuaensis Poelln., Repert. Spec. Nov. Regni Veg. 38: 29 (1935).

#### Этимология
Echeveria: наименование в честь Атанасио Эчеверрия, ботанического иллюстратора, внесшего свой вклад в Flora Mexicana.
chihuahuaensis: видовой эпитет происходит от штата Чиуауа из которого растение родом.

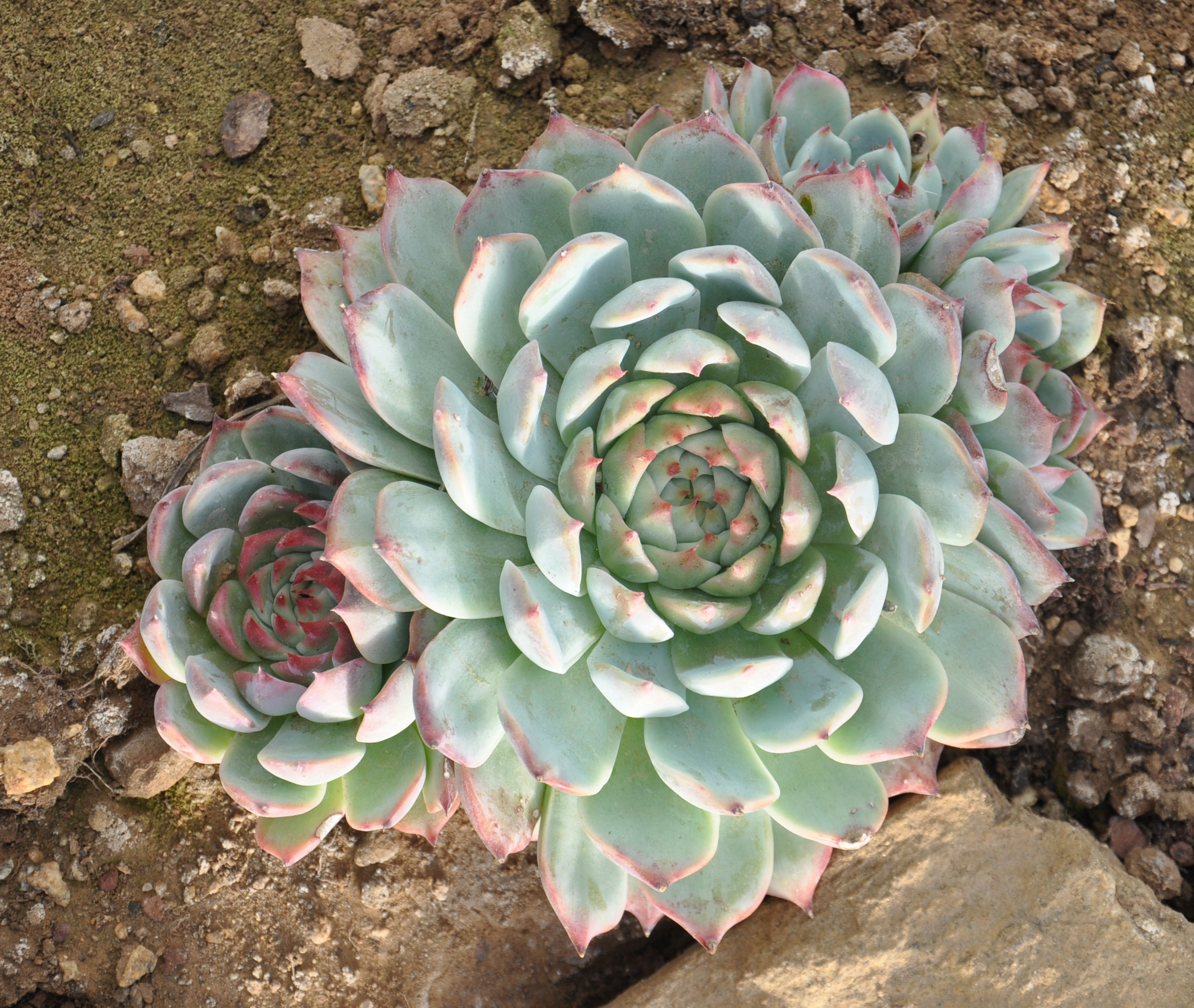
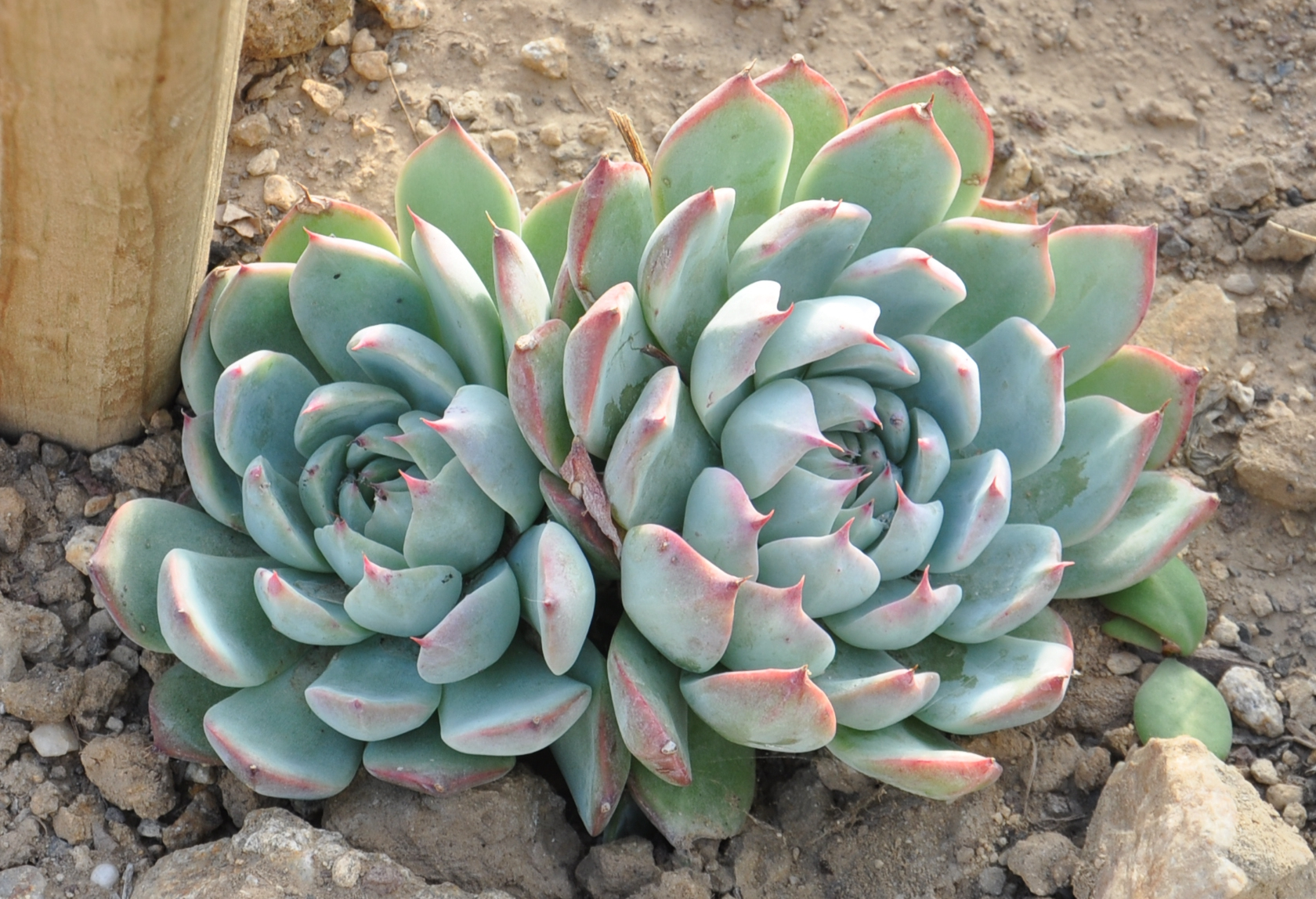

## Выращивание
Растение способно выдерживать температуры от −3,9 °C до 10 °C. Их следует выращивать в хорошо дренированной почве под прямыми солнечными лучами и не оставлять в стоячей воде, так как это может привести к гниению растения. Мертвые листья также следует удалять, чтобы предотвратить заражение мучнистыми червецами.
Их можно размножать семенами или стеблевыми черенками, хотя можно использовать и листовые черенки.